# Østrigs nummerplader
Nummerplader i Østrig er registreringsnumre på køretøjer, der er indregistreret i Østrig.

## Systematik siden 1990
Med virkning fra den 1. januar 1990 indførte Østrig et nyt nummerpladesystem. Gamle sorte nummerplader med hvid skrift fra før denne dato er fortsat gyldige, indtil bilen udskiftes.
Nummerpladerne har en hvid reflekterende bundfarve med sorte bogstaver og tal. Øverst og nederst er nummerpladen forsynet med en rød kant. Yderst til venstre er nationalitetsmærket A angivet i et blåt felt med sammen med EU-flagets tolv stjerner i cirkelform.
Registreringsnummeret er opbygget således:
- Et eller to bogstaver, der er en stedkode for den kreds, hvor nummerpladen er udstedt.
- Forbundslandets våben (hvor den udstedende kreds er beliggende)
- En nummerkombination af 4-5 tegn (i Wien dog 5-6). Tegnene er en kombination af tal og bogstaver. Hvis første tegn er et tal skal sidste tegn være et bogstav og vice-versa

Eksempel
KI-42KB er en gyldig nummerplade fra Kirchdorf an der Krems.
Andre tilladte kombinationer er: KI-1AAA, KI-10AA, KI-100A; KI-10ZZZ, KI-100ZZ, KI-1000Z
Tilladte kombinationer for Wien er: W-10AAA, W-100AA, W-1000A, W-10000A; W-100ZZZ; W-1000ZZ, W-10000Z.
Flere selskaber har reserveret egne bogstavkombinationer i nummerkombinationen efter forbundslandets våben, f.eks.:
BB Bundesbahn (W-1234BB) (Østrigs jernbaner)
BE Bestattung (W-1256BE) (begravelsesvæsen)
BH Bezirkshauptmannschaft (DL-100BH) (Bezirksborgmester)
EW Elektrizitätswerk (W-8322EW) (El-værker)
FW Feuerwehr (AM-23FW) (Brandvæsen)
GE Gemeindeeigene Fahrzeuge (SW-10GE) (Kommunale køretøjer)
GT Gewerblicher Gütertransport (W-1234GT) (Større godstransport)
GW Gaswerk (W-4136GW) (Gasværker)
KT Gewerbliche Kleintransporte (W-3614KT) (Mindre transport)
LO Städtische Linienomnibusse (W-3982LO) (Bybusser)
MA Fahrzeug eines Magistrates (W-2412MA) (Tjenestekøretøjer i Wiener Magistrat)
MW Mietwagen (P-673MW) (Lejebil)
RD Rettungsdienst (ME-100RD) (Ambulance)
RK Rotes Kreuz (WN-19RK) (Røde Kors)
TX Taxi (SW-45TX)
VB Fahrzeug der städtischen Verkehrsbetriebe (W-7261VB) (lokalt trafikselskab)
For diplomatbiler opbygges nummerpladen anderledes. I stedet for delstatsvåben benyttes en bindestreg og dernæst benyttes kun tal. En konsular nummerplade i Tyrol kunne f.eks. være TK-10.
De øverste statsorganer har i stedet for delstatsvåbenet det østrigske nationalvåben, og som stedkode benyttes A. Efter stedkoden benyttes kun tal. Forbundspræsidentens bil har nummer A 1000.
Forbundslandenes øverste organer benytter kun tal efter stedkoden. Forbundslandsformanden i Niederösterreich har således N 1.
Knallerter og små lette biler har en lille nummerplade med hvide bogstaver på rød baggrund. Identifikationssystemet svarer til øvrige køretøjer.

## Ønskenummerplader
Ønskenummerplader er tilladt i Østrig. Stedkoden kan ikke ændres, og ønskenummerpladen kan således bestå af tre til fem tegn, mens man i delstatshovedstæderne og i Wien kan have fire til seks tegn. Ønskenummerplader skal altid begynde med et bogstav og ende med et tal. Tal og bogstaver skal holdes samlet i blokke; det er således ikke tilladt at "blande" tal og bogstaver. Bogstaverne Q, Ä, Ö og Ü kan ikke anvendes. Tallet 0 må ikke anvendes som første tal i en talblok.
Eksempler
G-EGENM8 for en ønskenummerplade fra Graz
GM-HANS1 for en ønskenummerplade fra Gmunden
BL-N3555 for en ønskenummerplade fra Bruck an der Leitha
BR-WOZU6 for en ønskenummerplade fra Braunau am Inn
WO-ZU6 for en ønskenummerplade fra Wolfsberg
HB-NR1 for en ønskenummerplade fra Hartberg
OW-GIB8 for en ønskenummerplade fra Oberwart
E-UROPA1 for en ønskenummerplade fra Eisenstadt
EU-ROPA1 for en ønskenummerplade fra Eisenstadt Umgebung
Reservation eller anvendelse af en ønskenummerplade koster € 227 plus € 18 ved afhentning. Reservationen af nummeret gælder i 15 år og kan forlænges gennem fornyet betaling. Pengene anvendes specifikt til projekter indenfor trafiksikkerhed.

## Nummerplader med særlige farver
Der anvendes nummerplader i andre farver til særlige formål:
- Blå anvendes til prøvenummerplader
- Blå med en rød stribe til midlertidige tilladelser (Tilladelsen gælder højst et år og anvendes til personer, der ikke har fast ophold i Østrig, f.eks. personer udstationeret til en virksomhed i Østrig)
- Grøn anvendes til uregistrerede køretøjer der skal overføres fra et sted til et andet
- Rød i en mindre udgave, der anvendes til motorcykler og mikrobiler.

## Nummerplader før 1990
Fra 1947 til 1990 anvendtes sorte nummerplader med hvid skrift uden delstatsvåben. Disse anvendes fortsat på køretøjer, der har haft samme ejer fra før 1990. Nummerpladerne bestod af en stedkode og en nummerserie gående fra 1.000 til (teoretisk) 999.999. 
Stedkoderne var følgende:
- B Burgenland
- G Graz
- K Kärnten
- L Linz
- N Niederösterreich
- O Oberösterreich
- S Salzburg
- St Steiermark
- T Tyrol
- V Vorarlberg
- W Wien

Fra 1967 fik visse statslige institutioner også egne kendemærker i stedet for stedkoden:
- BB Österreichische Bundesbahnen
- BG Bundesgendarmerie
- BH Bundesheer
- BP Bundespolizei
- JW Justitzwache (fra 1977)
- PT Post- und Telegrafenverwaltung
- ZW Zollwache

Udenlandske diplomater havde kendetegnet WD.
Konsuler fik efter forbundslandets kendingsbogstav tilføjet bogstavet K
Nummerserierne efter stedkoden angav hvilken kreds indenfor forbundslandet bilen hørte hjemme. F.eks. havde byen Melk i Niederösterreich intervallet 12.000 – 12.999. Et køretøj med nummeret N 12.456 kom således fra Melk. Da den højeste serie i delstaten var 28.000 – 28.999 (tildelt Mödling) kunne man udvide nummerserierne for de enkelte kredse ved at addere med 30.000, 60.000, 90.000 og 100.000. Nummerpladerne N 12.456, N 42.456, N 72.456, N 102.456 og N 112.456 hørte alle til Melk (højeste nummerserie i Melk var 972.999). Forbundslandene brugte forskellige adderingsstørrelser alt afhængig af hvor mange kredse, der skulle have egen nummerserie (i Burgenland var højeste serie 7.000 – 7.999, så her adderede man med 10.000 hhv. 100.000).
I nogle kredse løb man tør for nummerserier, og man indsatte derfor et bogstav. Melk fik således efter nummer 972.999 nummerserie 12.A00 – 12.A99. Højeste serienummer var 972.E00 – 972.E99.